# Krzyż Papieski w Poznaniu
Krzyż Papieski – metalowy, biały krzyż o kilkumetrowej wysokości, stojący w Poznaniu, w północnej części Parku Jana Pawła II, na Łęgach Dębińskich, na obszarze jednostki pomocniczej Osiedle Wilda, przy ul. Ojca Mariana Żelazka.
Krzyż upamiętnia mszę odprawioną przez papieża Jana Pawła II w Poznaniu, w dniu 20 czerwca 1983, podczas jego drugiej podróży do Polski. Stoi dokładnie w miejscu papieskiego ołtarza polowego. Ówczesne spotkanie z wiernymi było największym zgromadzeniem osób w historii miasta – liczbę obecnych szacuje się na milion ludzi. U stóp krzyża znajduje się kamienna tablica z wyrytym napisem: Tutaj celebrował liturgię Mszy Świętej / Papież Jan Paweł II / w dniu 20 czerwca 1983 r.
Krzyż jest miejscem spotkań o charakterze religijnym.
W pobliżu usytuowany jest pomnik Pyry.